# 饶芳权
饶芳权（1934年9月27日—），广东大埔人，中国电机专家，上海交通大学电器工程系教授，中国工程院院士。

## 生平[1]
1958年，毕业于哈尔滨工业大学。
1995年，当选中国工程院院士。